# Arthur Coningham
Sir Arthur ”Mary” Coningham, född den 19 januari 1895 i Brisbane, Australien, död den 30 januari (förmodligen) 1948 förmodligen i Bermudatriangeln, var en engelsk flyggeneral. Han kedde de brittiska flygstyrkorna i Nordafrika 1941 – 43 och var 1944 – 45 chef för den andra taktiska luftflottan under invasionen och striderna i Västeuropa.

## Biografi
Coningham kom tidigt till Nya Zeeland när hans familj lämnet Australien efter faderns skandalartade affärer. Han lyckades få stipendium till Wellington College, där han främst utmärkte sig som atletisk friluftsmänniska, skicklig på hästskötsel och skjutvapen.
Under första världskriget var Coningham som volontär stationerad på Gallipoli med Nya Zeelands expeditionsstyrka och överfördes sedan till Royal Flying Corps, där han blev ett flygaress. Under andra världskriget var han en befälhavare för Royal Air Force, först som chef för Second Tactical Air Force och  därefter för flygutbildningen.
Coninghams karriär slutade den 1 augusti 1947 efter 30 års tjänst. Han begärde att hans avgång skulle anges ha ägt rum på egen begäran. Han försvann spårlöst tillsammans med alla andra ombordvarande den 30 januari 1948 när flygplan G-AHNP Star Tiger där han var på väg till Bermuda förlorades utanför USA:s östkust.

## Utmärkelser
- Military Cross,  17 september 1917[1]
- Distinguished Service Order,  26 september 1917[1]
- Mentioned in dispatches,  11 december 1917[1]
- Mentioned in dispatches,  11 juni 1924[1]
- Air Force Cross,  1 januari 1926[1]
- Mentioned in dispatches,  1 januari 1941[1]
- Companion av Bathorden,  24 september 1941[1]
- Mentioned in dispatches,  11 juni 1942[1]
- Knight Commander av Bathorden,  27 november 1942[1]
- Överkommendör av Legion of Merit,  27 augusti 1943[1]
- Distinguished Service Medal,  3 augusti 1945[1]
- Storofficer av Leopoldsorden,  23 november 1945[1]
- Belgiens krigskors 1940,  23 november 1945[1]
- Kommendör av 1 klass av Brittiska imperieorden,  1 januari 1946[1]
- Hedersmedborgare i Bryssel,  16 april 1946[2]
- Storkors av Fenixorden,  6 september 1946[1]
- Storkorset av Oranien-Nassauorden,  18 november 1947[1]
- Legionär av Legion of Merit
- Croix de guerre 1914–1918
- Croix de Guerre
- Överkommendör av Legion of Merit
- Distinguished Flying Cross (Storbritannien)
- Officer av Hederslegionen[1]

[Redigera Wikidata]